# Paletnobotanica
La paletnobotanica, o archeobotanica, è lo studio delle passate interazioni umanità-piante attraverso il recupero e l'analisi di antichi resti vegetali. Entrambi i termini sono sinonimi, sebbene paleoetnobotanica è generalmente usato in Nord America (inglese: paleoethnobotany o palaeoethnobotany) e riconosce il contributo che gli studi etnografici hanno verso la nostra attuale comprensione delle pratiche di sfruttamento delle piante antiche, mentre il termine archeobotanica (francese: archéobotanique) è preferito in Europa e sottolinea il ruolo della disciplina all'interno dell'archeologia.
Come campo di studio, la paleoetnobotanica è un sottocampo dell'archeologia ambientale. Implica l'indagine sia degli ambienti antichi che delle attività umane relative a quegli ambienti, nonché la comprensione della loro co-evoluzione. I resti vegetali recuperati da antichi sedimenti all'interno del paesaggio o in siti archeologici servono come prova primaria per vari percorsi di ricerca all'interno della paleoetnobotanica, come le origini della domesticazione delle piante, lo sviluppo dell'agricoltura, le ricostruzioni paleoambientali, le strategie di sussistenza, le paleodiete, le strutture economiche e altro.
Gli studi paleoetnobotanici si dividono in due categorie: quelli riguardanti il Vecchio Mondo (Eurasia e Africa) e quelli che riguardano il Nuovo Mondo (le Americhe). Sebbene questa divisione abbia una distinzione geografica intrinseca, riflette anche le differenze nella flora delle due aree. Ad esempio, il mais si trova solo nel Nuovo Mondo, mentre le olive si trovano solo nel Vecchio Mondo. All'interno di questa ampia divisione, i paleoetnobotanici tendono a concentrare ulteriormente i loro studi su regioni specifiche, come il Vicino Oriente o il Mediterraneo, poiché esistono anche differenze regionali nei tipi di resti vegetali recuperati.

## Resti macrobotanici e microbotanici
I resti vegetali recuperati da antichi sedimenti o siti archeologici sono generalmente indicati come "macrobotanici" o "microbotanici".
I resti macrobotanici sono parti vegetative di piante, come semi, foglie, steli e pula, nonché legno e carbone che possono essere osservati ad occhio nudo o con l'uso di un microscopio a bassa potenza.
I resti microbotanici sono costituiti da parti microscopiche o componenti di piante, come granuli di polline, fitoliti e granuli di amido, che richiedono l'uso di un microscopio ad alta potenza per poterli vedere.
Lo studio di semi, legno/carbone, polline, fitoliti e amidi richiedono tutti una formazione separata, poiché vengono impiegate tecniche leggermente diverse per la loro elaborazione e analisi. I paleoetnobotanici generalmente si specializzano nello studio di un singolo tipo di resti macrobotanici o microbotanici, sebbene abbiano familiarità con lo studio di altri tipi e talvolta possano specializzarsi anche in più di uno.

## Analisi
L'analisi è il passo chiave negli studi paleoetnobotanici che rende possibile l'interpretazione dei resti di piante antiche. La qualità delle identificazioni e l'uso di diversi metodi di quantificazione sono fattori essenziali che influenzano la profondità e l'ampiezza dei risultati interpretativi.

### Identificazione
L'identificazione dei macroresidui è di solito effettuata con l'ausilio di uno stereomicroscopio, basandosi su caratteristiche morfologiche quali la forma o l'involucro dei semi, o la microanatomia nel caso di legno o carbone. Il confronto con esempi di letteratura o con collezioni di piante moderne sono cruciali per l'affidabilità dei risultati.
In alcuni casi, dipendenti dal tipo di materiale o dalle sue condizioni, può essere necessario ricorrere ad altre tecniche quali la sezione sottile o il microscopio elettronico a scansione.

### Quantificazione
Dopo l'identificazione, i paleoetnobotanici forniscono calcoli assoluti per tutti i macrofossili vegetali recuperati in ogni singolo campione. Questi conteggi costituiscono i dati analitici grezzi e servono come base per eventuali ulteriori metodi quantitativi che possono essere applicati. Inizialmente, gli studi paleoetnobotanici riguardavano principalmente una valutazione qualitativa dei resti vegetali in un sito archeologico (presenza e assenza), ma più tardi si iniziò ad utilizzare i semplici metodi statistici (non multivariati).